# Linderte
Linderte ist der südlichste Stadtteil von Ronnenberg, südlich grenzen Lüdersen (Springe), südwestlich Holtensen (Wennigsen), östlich Hiddestorf (Hemmingen) und nordwestlich Vörie (Ronnenberg) an.

## Geschichte

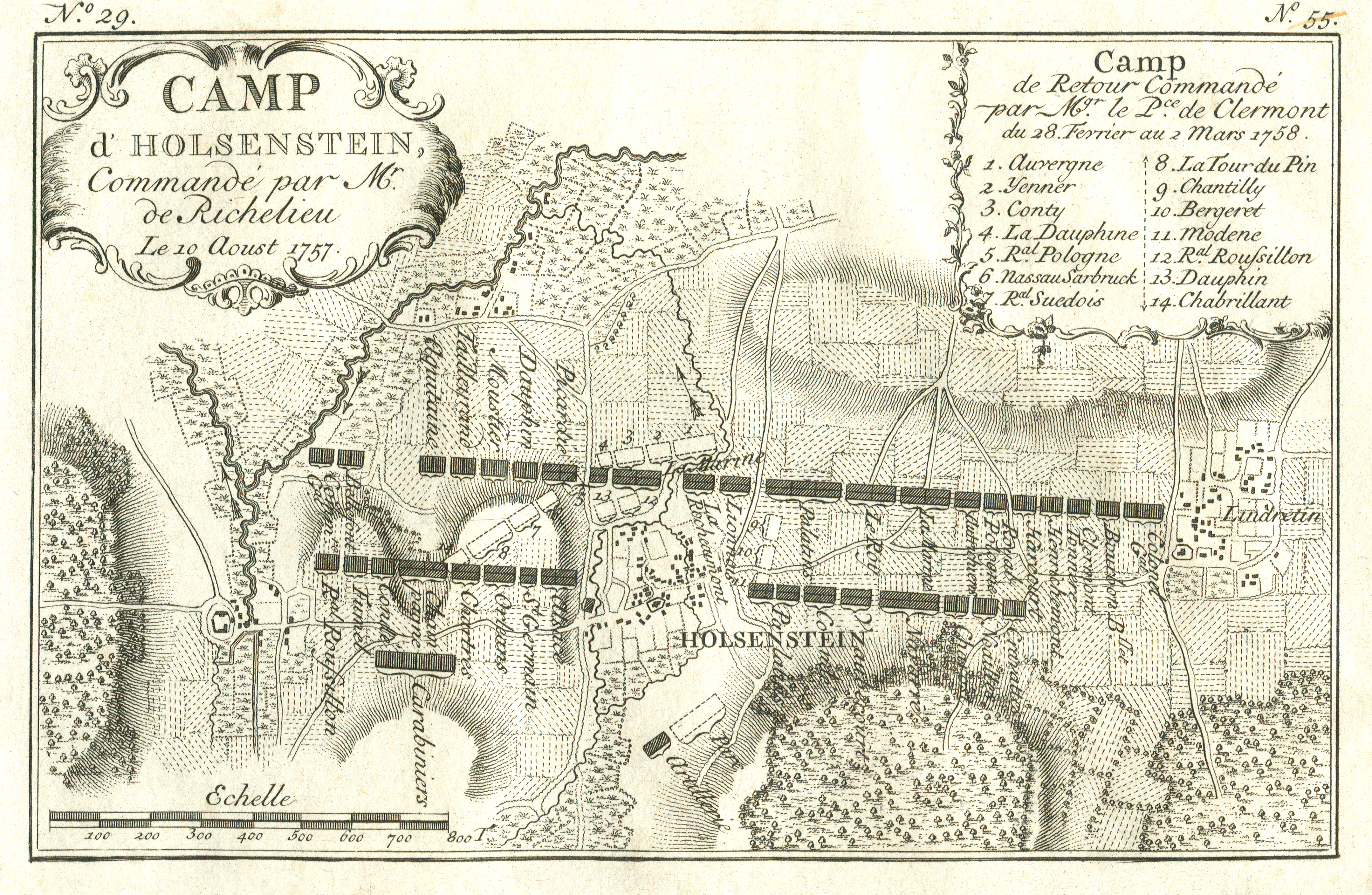
Während des Siebenjährigen Krieges: Karte (mit Bredenbeck und Linderte) vom Lager der französischen Truppen unter Richelieu und Clermont bei Holtensen 1757 und 1758; Kupferstich von Jakobus van der Schley

Linderte wird erstmals zwischen 1121 und 1127 urkundlich unter dem Namen „Lindard“ erwähnt. In der Folge gab es mindestens eine weitere Schreibweise: Linthart. Erst seit 1593 ist der Name Linderte überliefert. Am 1. Juli 1969 wurde die bis dahin selbständige Gemeinde Linderte aufgelöst und im Zuge der Verwaltungs- und Gebietsreform Ronnenberg zugeordnet.
Seither ist Linderte Ronnenbergs südlichster Stadtteil und hat zurzeit gut 550 Einwohner. Die Bevölkerungszahlen steigen aufgrund des Neubaugebietes „Im Schwarzfeld“.
Das Linderter Wappen enthält drei Merkmale, und zwar eine Linde, einen Stern und einen Fuchs. Die Linde steht für den Ortsnamen. Der Stern war im Wappen der Grafen von Schwalenberg enthalten, die hier eine Gerichtsstätte unterhielten, und der Fuchs steht für den „Amtmann Reinecke“, der im 19. Jahrhundert der Gemeinde Linderte durch den Verkauf gutseigener Ländereien größere Selbstständigkeit gab und in Linderte durch ein Denkmal geehrt wird.
Durch den Zusammenschluss von Linderte mit Ronnenberg und den umliegenden Gemeinden Benthe, Empelde, Vörie und Weetzen entstand am 1. Juli 1969 die neue Gemeinde Ronnenberg. Am 1. März 1974 wurde ihr Ihme-Roloven eingegliedert. Am 12. Dezember 1975 erhielt die neue Gemeinde Ronnenberg die Stadtrechte.

## Politik
Der Ortsrat Linderte hat fünf Mitglieder, davon entfallen drei auf die BGL und jeweils einer auf die SPD und Bündnis 90/Die Grünen. Seit der Kommunalwahl von 2021 ist in dritter Amtszeit Karsten Erbelding (BGL, „Bürgergemeinschaft Linderte“) Ortsbürgermeister, Stellvertreter ist Alexander Kuss (SPD).

## Kultur und Sehenswürdigkeiten
- Die Osterkapelle von Linderte ist von etwa 1300. Dieses älteste Gebäude des Ortes erhielt 1978 ein neues Aussehen durch Renovierungen, die zum großen Teil von Kirchenmitgliedern ausgeführt wurden. Eine originalgetreu vom Orgelbaumeister Erwin Massow nachgebaute Barockorgel nach einer Vorlage von 1739 wurde 2002 eingeweiht. Aus dem Jahr 1915 sind Jugendstilmalereien erhalten. Die Bezeichnung „Osterkapelle“ geht auf das Buntglasfenster mit dem Auferstehungsmotiv im Altarraum zurück.[6]
- Die Wolfsbergquelle ist ein Ort landschaftlicher Idylle. Sie liegt südlich des Ortes an einem Weg in Richtung Lüdersen. Ein großer Stein markiert die Quelle am Wegesrand. Dort ist auch das Hexenhäuschen zu finden. Südlich davon liegt die Wüstung Wennigrode. Diese wurde nach dem Dreißigjährigen Krieg aufgegeben. Von Holtensen aus kommend erinnert noch der Straßenname „Wennigröder Weg“ an den im 17. Jahrhundert verlassenen Ort.
- In der „Heimatstube Linderte“ ist ein Heimatmuseum mit dem Schwerpunkt „Bäuerliches Arbeitsgerät“ und „Handwerkliches Gerät“ untergebracht. Außerdem sind noch die originalen Schulbänke der alten Linderter Schule zu sehen.
- Das Amtmann-Reinecke-Denkmal von 1850 erinnert an Philipp Reinecke (erster Beamter des königlichen Amtes Hannover). Er unterstützte mit seiner Arbeit um 1830 wesentlich die Einführung des Rechtes der Bauern, sich von der Abhängigkeit freizukaufen.

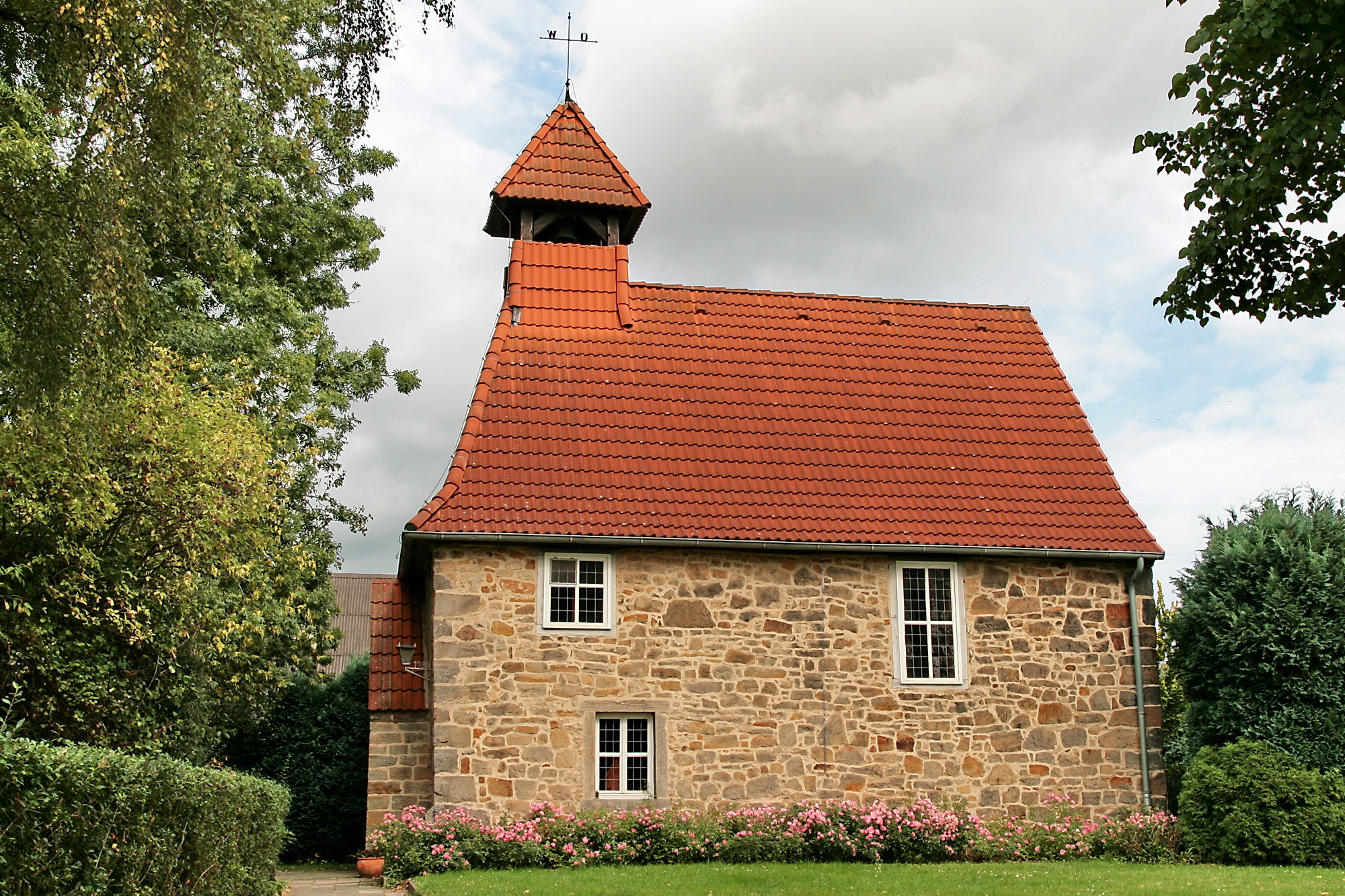
Osterkapelle in Linderte
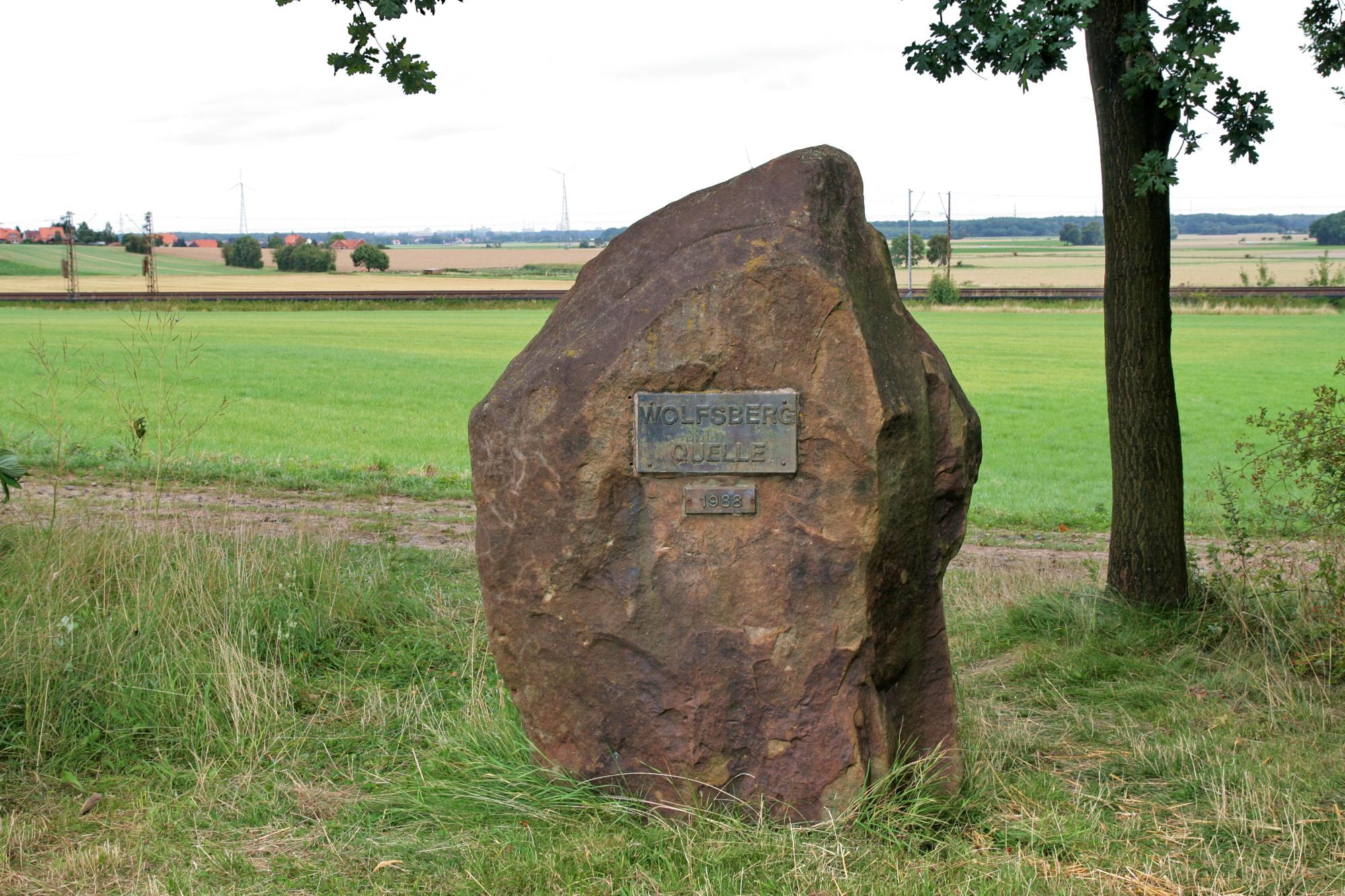
Markierungsstein der Wolfsbergquelle
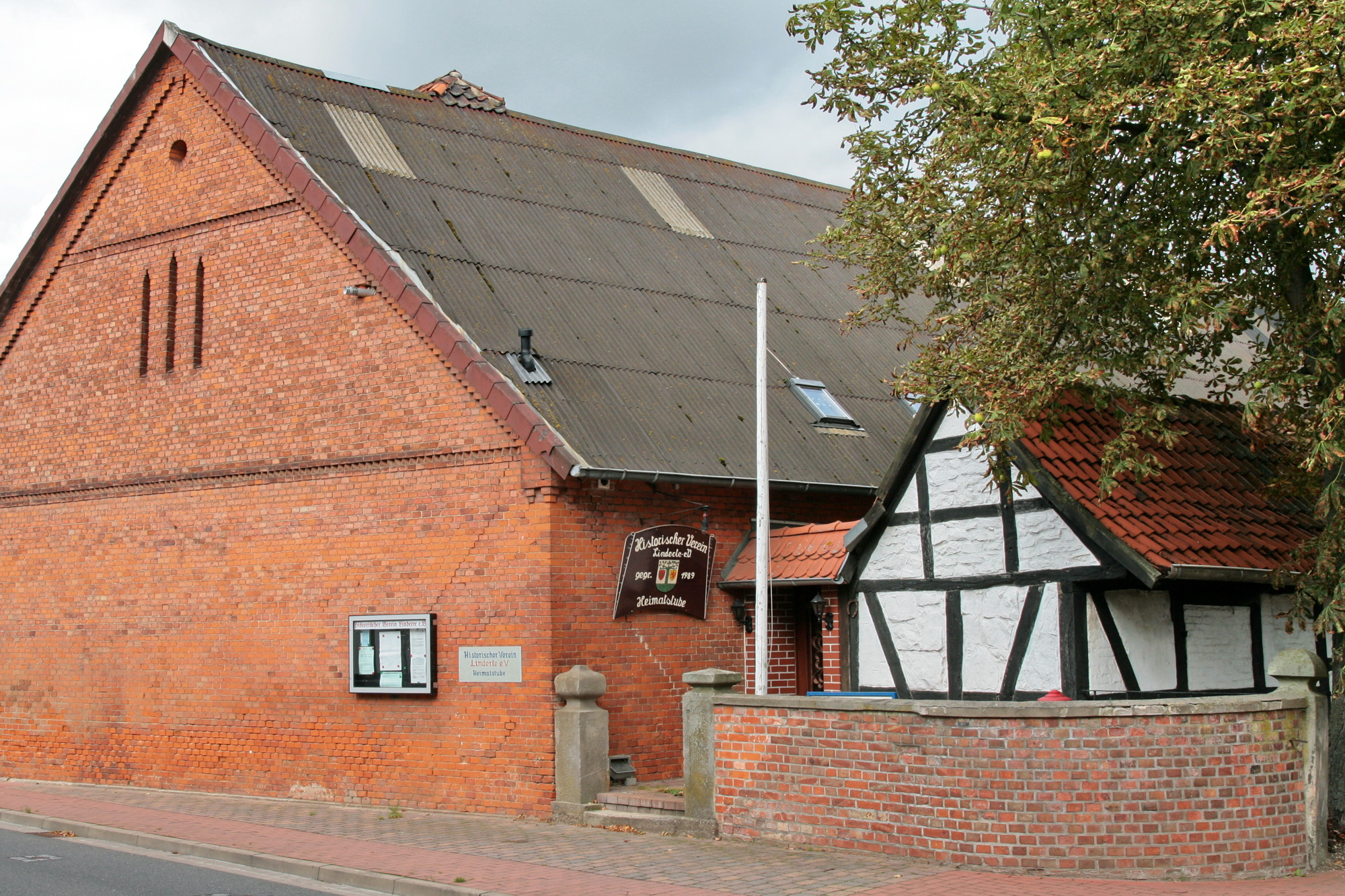
Museum „Heimatstübchen“
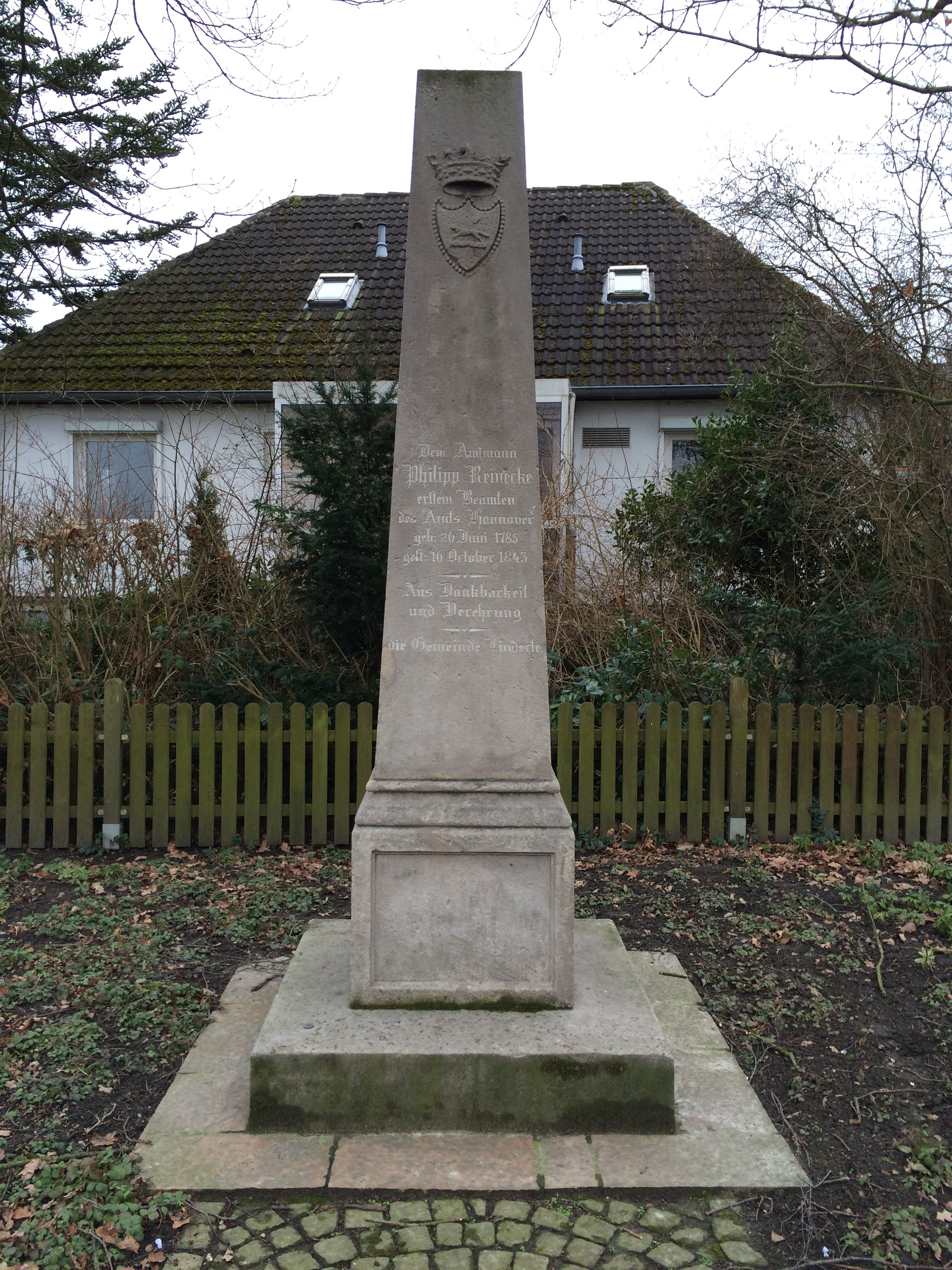
Amtmann-Reinecke-Denkmal

## Wirtschaft und Infrastruktur – Dorfleben

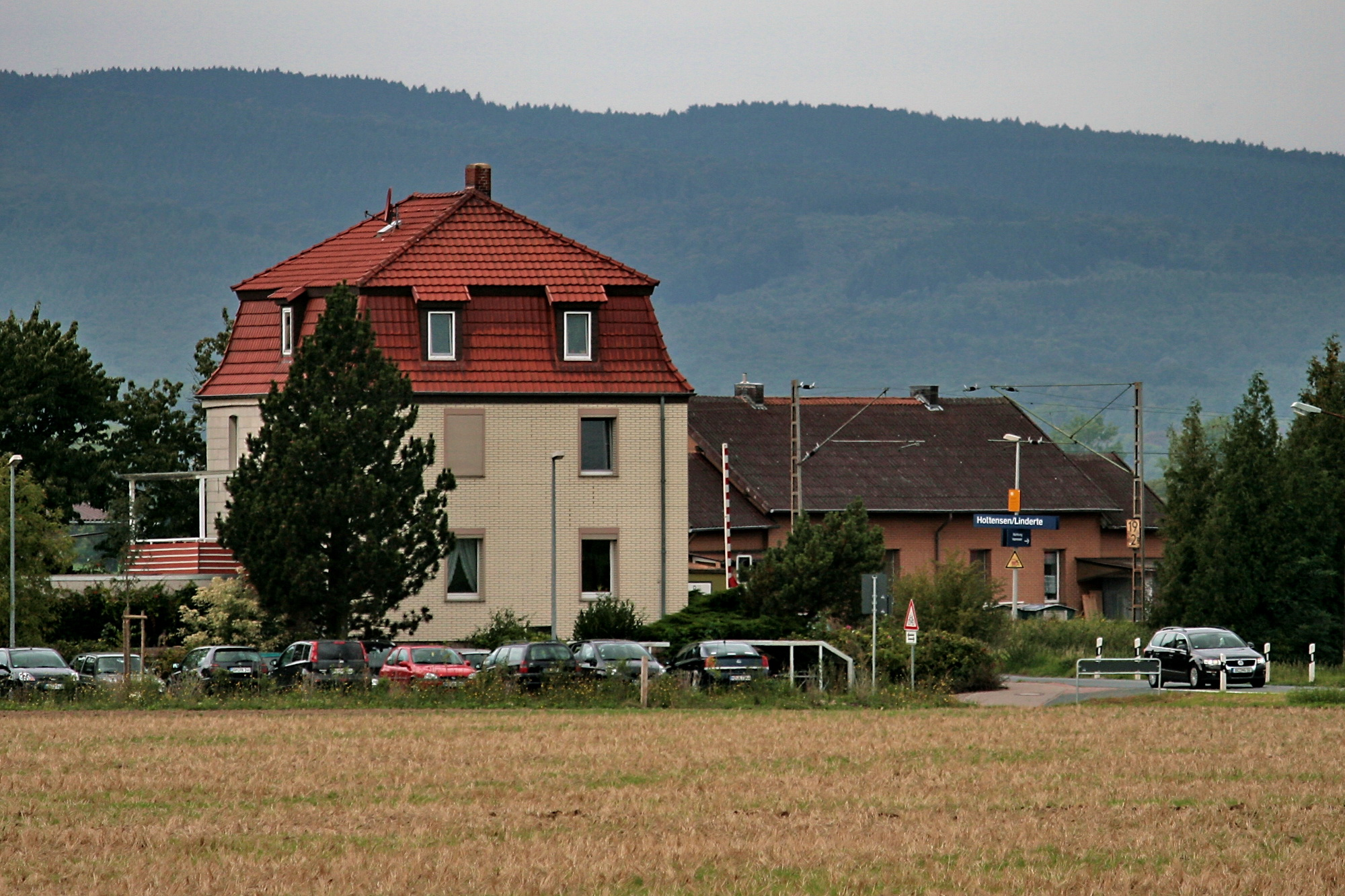
Bahnhaltepunkt Holtensen/Linderte

Der Haltepunkt Holtensen/Linderte an der Bahnstrecke Hannover–Altenbeken bindet den Ort an die S-Bahn Hannover an, es verkehrt die Linie S5.
| Linie | Verlauf | Takt |
| ----- | --- | --- |
| S 5   | Paderborn Hbf – Altenbeken – Steinheim (Westf) – Schieder – Lügde – Bad Pyrmont – Emmerthal – Hameln – Bad Münder (Deister) – Springe – Völksen/Eldagsen – Bennigsen – Holtensen/Linderte – Weetzen – Hannover-Linden/Fischerhof – Hannover Bismarckstraße – Hannover Hbf – Hannover-Nordstadt – Hannover-Ledeburg – Hannover-Vinnhorst – Langenhagen Mitte – Langenhagen Pferdemarkt – Hannover Flughafen Stand: Fahrplanwechsel Juni 2022 | 60 min 30/60 min (Bad Pyrmont–Hameln) 30 min (Hameln–Hannover Hbf werktags) 30 min (Hannover Hbf–Flughafen) |

Durch eine Buslinie des Großraum-Verkehrs Hannover ist Linderte mit den übrigen Stadtteilen Ronnenbergs verbunden.
Im Ort besteht der Tischtennisverein Linderte e. V. 1968, der als reiner Damen-Sportverein gegründet wurde. Heute umfasst er rund 40 Mitglieder mit einer Damen- und drei Herrenmannschaften.